# Petre Țuțea
Petre Țuțea (en romanès: [ˈpetre ˈt͡sut͡se̯a]; 6 d'octubre de 1902 - 3 de desembre de 1991) va ser un filòsof, periodista i economista romanès.

## Biografia

### Primers anys i el Moviment Legionari
Petre Țuțea va néixer al poble de Boteni, comtat de Muscel (ara al comtat d'Argeș). El seu pare, Petre Bădescu, era un sacerdot ortodox romanès i la seva mare, Ana Țuțea, era d'origen camperol. El 1920, després de la Unió de Transsilvània amb Romania, Țuțea va abandonar el seu poble per acabar el batxillerat a Cluj i va passar a estudiar dret a la Universitat de Cluj. Després de graduar-se, va obtenir el 1929 el doctorat en Dret Administratiu, també a la Universitat de Cluj.
Țuțea es va traslladar a Bucarest i el 1932 va fundar, juntament amb Petre Pandrea un diari d'esquerres, "Stânga" ("L'esquerra"), que va ser tancat ràpida i contundent pel govern. Encara que estava familiaritzat amb els escrits marxistes en la seva joventut, els va rebutjar i més tard es va convertir en un devot cristià ortodox.
El 1935 Țuțea i quatre escriptors més van publicar un programa nacionalista de desenvolupament econòmic i social, "Manifestul Revoluției Naționale" ("Manifest per a una revolució nacional"). Al voltant de la mateixa època va conèixer l'influent filòsof Nae Ionescu i va escriure per al seu famós diari, "Cuvântul", juntament amb Mircea Eliade, Emil Cioran, Radu Gyr, Mircea Vulcănescu, Mihail Sebastian i altres escriptors coneguts.
Țuțea va ser membre de la societat literària Criterion i, com molts altres companys, es va convertir en un simpatitzant de la Guàrdia de Ferro, una organització feixista. Segons diverses entrevistes publicades d'aquella època, Țuțea va considerar que la democràcia no hauria garantit la sobirania del poble romanès. També va assenyalar que de nombrosos intel·lectuals romanesos havien donat suport als légionnaires, a causa de «la seva posició radical contra la influència nociva del bolchevisme rus», que considerava «controlat pels jueus» (vegeu judéo-bolchevisme). Parlant de la Guàrdia de Ferro, Țuțea creia que la principal diferència entre aquesta organització i el feixisme o nacionalsocialisme era el seu caràcter cristià declarat.
Entre 1936 i 1939, va ser director del Ministeri de Comerç i Indústria, a càrrec de l'Oficina de Publicacions Econòmiques i Propaganda. El maig de 1937 Țuțea va rebre l'Ordre de la Corona, grau de cavaller. Després va ser director de l'oficina de recerca del Ministeri de Comerç Exterior. Com que l'any 1940 es va proclamar l'Estat Nacional Legionari, va ser membre de la delegació romanesa a Moscou per a les negociacions econòmiques. Va tornar després de l'abolició de l'Estat Nacional Legionari (després de gener de 1941). El maig de 1941 va rebre l'Ordre de l'Estrella, grau de cavaller.
Com que la guerra contra la Unió Soviètica va començar el juny de 1941, va demanar ser enviat al front, però la seva petició va ser rebutjada. Țuțea va treballar com a director al Ministeri d'Economia de Guerra i després del cop d'estat del rei Miquel del 23 d'agost de 1944, director d'estudis al Ministeri d'Economia Nacional.

### Època comunista
Țuțea va ser detingut pel règim comunista el 1949, i va ser enviat, sense judici, a "reeducació" (eufemisme per a treballs forçats) a la presó estatal d'Ocnele Mari. Després de ser alliberat el 1953, i sense trobar feina, va viure amb amics i familiars. Detingut de nou l'any 1956, va ser jutjat per "conspiració contra l'Estat". Va ser declarat culpable i condemnat a 18 anys de treballs forçats, dels quals va complir 8 anys a diverses presons, i va acabar a la infame presó d'Aiud.
Després de l'alliberament de tots els presos polítics el 1964, Petre Țuțea es va convertir en un filòsof socràtic. També va començar a escriure llibres i assaigs, va crear una forma dramàtica original, "el teatre com a seminari", i va produir un manifest filosòfic, "La filosofia dels matisos" (1969). A causa de la censura, molt poc de la seva obra es publicaria i pràcticament no va aparèixer res després de 1972. Sota observació permanent, Țuțea va fer confiscar molts dels seus manuscrits per la policia secreta romanesa, la Securitate. A finals de la dècada de 1980 va començar a treballar en un gran projecte inacabat en 5 volums: "L'home, tractat cristià d'antropologia".

### Després de la Revolució
Després de la revolució romanesa de 1989, Țuțea va ser acceptat per intel·lectuals romanesos, rebent sol·licituds freqüents de periodistes i equips de televisió per a entrevistes mentre vivia durant un any amb un estudiant de teologia, Radu Preda. Țuțea va passar l'últim any de la seva vida en un hospici cristià, "Christiana". Va morir a Bucarest als 89 anys, abans de veure publicat algun dels seus llibres. Va ser enterrat al cementiri al costat de l'església de Santa Parascheva a Boteni.
Un llibre molt popular (més de 70.000 exemplars) és 322 de vorbe memorabile, un recull d'aforismes extrets de diverses entrevistes, ordenats alfabèticament. En aquestes entrevistes, Țuțea va adoptar un estil hiperbòlic i retòric i les eleccions de l'editor incloïen diversos temes controvertits, com ara l'ateisme, el comunisme i l'antisemitisme. Generalment adopta un punt de vista cristià ortodox de línia dura, sent crític amb diversos grups, inclosos els ateus (a qui anomena "mosel·les"), els comunistes (anomenant el comunisme com a "càncer social") i els jueus (a qui considera responsables de l'existència de l'antisemitisme).
Un carrer de Iași i una escola de Boteni porten el seu nom. L'any 2017 es va dedicar una sala a la presó d'Aiud a la seva memòria; la Sala Petre Țuțea és un espai destinat a activitats educatives i d'assistència psicosocial de suport als interns.

## Obres
- Între Dumnezeu și neamul meu ("Entre Déu i la meva nació": una col·lecció d'entrevistes primerenca, fragmentària i molt popular. També conté edicions poc fiables de diversos assaigs)
- 322 de vorbe memorabile ("322 paraules memorables", una col·lecció d'aforismes recollits a partir d'entrevistes, ordenats alfabèticament per l'editor)
- Filozofia nuanțelor: Eseuri, Portrete, Corespondență ("La filosofia dels matisos, amb altres assajos, retrats i correspondència)
- Aurel-Dragoș Munteanu (un llibre escrit el 1972 sobre l'escriptor romanès que va ser un dels millors amics de Țuțea, que després es va convertir en un famós dissident i diplomàtic)
- Mircea Eliade (llibre sobre la perspectiva acadèmica, artística i religiosa d'Eliade)
- Reflections religioase asupra cunoașterii ("Reflexions religioses sobre el coneixement", un llibre sobre la filosofia de Plató vista des d'un punt de vista religiós)
- Lumea ca Teatru: Teatrul Seminar (El món com a teatre: el teatre com a seminari)
- Omul; Tratat de antropologie creștină (Man: A Treatise of Christian Anthropology – un projecte inacabat de cinc volums, dels quals els dos primers es publiquen aquí: I. Problemes, o El llibre de preguntes; II. Sistemes o Els llibres de tots lògics: matemàtics i autònoms, paral·lels als tots òntics)